# 1817 w literaturze
Wydarzenia literackie w 1817 roku.

## Nowe książki
- zagraniczne
  - Jane Austen – Opactwo Northanger (Northanger Abbey) – wydanie pośmiertne
  - Jane Austen – Perswazje (Persuasion) – wydanie pośmiertne

## Urodzili się
- 12 lipca – Henry David Thoreau, amerykański myśliciel, pisarz i poeta (zm. 1862)
- 17 lub 29 września – Aleksandr Suchowo-Kobylin, rosyjski dramaturg (zm. 1903)
- 30 listopada – Theodor Mommsen, niemiecki historyk, poeta, noblista (zm. 1903)

## Zmarli
- 18 lipca – Jane Austen, angielska pisarka (ur. 1775)